# Leroy Petry
Pour les articles homonymes, voir Petry.
 (avril 2023).
 (février 2013).
Leroy Arthur Petry (né le 29 juillet 1979 à Santa Fe, Nouveau-Mexique) est un sergent de première classe de l'Armée des États-Unis et récipiendaire de la plus haute distinction militaire américaine, la Medal of Honor, pour ses actions en 2008 durant l'Opération Enduring Freedom.
Petry rejoint l'armée à l'issue de ses études secondaires. Après sa formation à la Ranger School, il est régulièrement déployé en Irak et en Afghanistan comme membre du 75e régiment de rangers, au sein du 2e bataillon. Le 26 mai 2008, au cours de son septième déploiement, Petry fait partie du détachement qui a pour mission de capturer une cible talibane dans la province de Paktiyâ. Malgré de multiples blessures par balle dans les deux jambes, Petry continue à se battre et à exercer ses responsabilités de commandement. Alors qu'une grenade est lancée entre lui et deux autres soldats, Petry attrape la grenade et tente de la relancer, mais celle-ci explose au même moment, arrachant sa main droite mais sauvant la vie des soldats.
Petry, qui porte désormais une prothèse, devient le second récipiendaire encore vivant de la Medal of Honor pour acte de bravoure au combat en Afghanistan. La médaille lui est remise par le président Barack Obama en 2011. Choisissant de se réengager en dépit de ses blessures, Petry assiste, jusqu’à sa retraite en 2014, les soldats blessés et leur famille.

## Déroulement des opérations

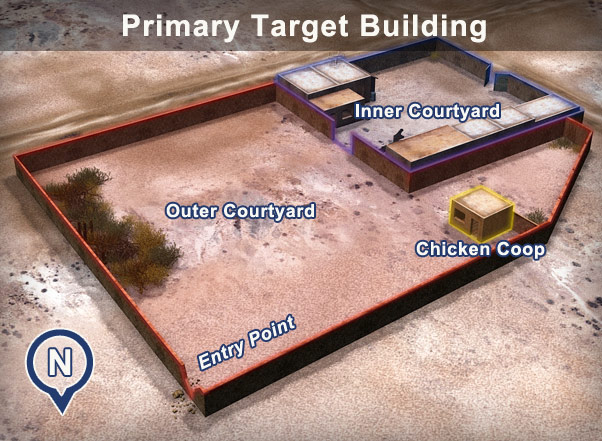
Carte du bâtiment cible.

Le 26 mai 2008, le sergent-chef Petry et son unité sont envoyés en mission dans la province de Paktiyâ, en Afghanistan. Il est assigné à la compagnie D, 2e bataillon, 75e régiment de ranger, dont l'objectif est de capturer un taliban de très grande importance. Le rôle de Petry est de le localiser dans le bâtiment cible, une fois celui-ci sécurisé. Sur place, il est chargé des opérations. Celle-ci implique environ 70 rangers qui rencontrent une quarantaine de talibans, 12 d'entre eux étant armés. Presque immédiatement après avoir débarqué de l'hélicoptère les ayant amenés sur le site de l'opération, son unité est prise d’assaut par les tirs ennemis. Petry supervise l'attaque et la sécurisation du bâtiment, puis sécurise la cour avec l'aide du soldat Lucas Robinson.
Trois combattants talibans sont dans la cour et ouvrent le feu sur Petry et Robinson. Petry est touché par une balle qui traverse ses deux jambes. Robinson est également touché mais est sauvé par son gilet pare-balles. Petry conduit Robinson vers une zone de couverture puis informe de la position des talibans, ainsi que de son état. Il contient l'attaque en lançant une grenade depuis sa position à couvert. Ils sont par la suite rejoints par le Sergent Daniel Higgins qui évalue la blessure des deux soldats.
Un taliban jette une grenade qui atterrit à une dizaine de mètres du petit groupe. Elle explose et les projette au sol, blessant au passage Higgins et Robinson. Le groupe est bientôt rejoint par le Sergent-Chef James Roberts et le soldat Christopher Gathercole. Une autre grenade est lancée vers eux par un combattant taliban. Cette grenade atterrit à côté de Higgins et Robinson. Petry se jette vers la grenade, l'attrape et tente de la relancer en direction des talibans ; mais au moment où Petry lâche la grenade, celle-ci explose, l'amputant de sa main droite et projetant sur lui de multiples éclats. Son action a néanmoins permis de sauver la vie des deux autres soldats à côté de lui.
Petry place un garrot sur son bras droit alors que Roberts, son camarade, commence à ouvrir le feu en direction des combattants talibans, les tuant tous dans la cour arrière. Un ennemi surgit du côté est, blessant mortellement Gathercole. Higgins et Robinson répliquent et parviennent à éliminer le combattant. Ils sont ensuite rejoints par le Sergent Première Classe Jerod Staidle et le soldat Gary Depriest qui parviennent à évacuer les blessés.

## Poursuite de l'engagement militaire
La blessure de Petry entraîne la perte de son bras droit au niveau du coude. Il est évacué dans un hôpital militaire en Allemagne où il passe plusieurs semaines à récupérer de ses blessures avant d'être transféré au Carl R. Darnall Army Medical Center à Fort Hood, Texas. Une prothèse est implantée à la place de sa main droite. La prothèse contient une petite plaque commémorative qui recense les membres de son unité tombés au combat. Après avoir récupéré de ses blessures, Petry demande à être redéployé en Afghanistan plutôt qu'une exemption militaire pour raisons médicales. Il est par la suite promu au rang de sergent Première Classe.

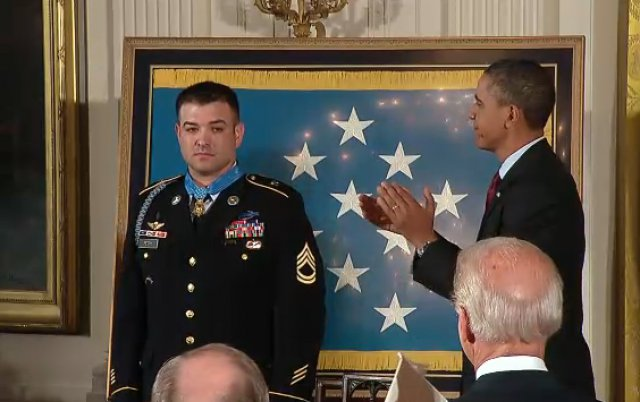
Petry recevant la Medal of Honor à la Maison-Blanche.

Petry reçoit la Medal of Honor du président Barack Obama le 12 juillet 2011 lors d'une cérémonie à la Maison-Blanche. Il est le second récipiendaire encore vivant de la médaille, après le Sergent-Chef Salvatore Giunta, pour des actions se déroulant après la guerre du Viêt Nam, et le neuvième récipiendaire pour des actions en Irak ou en Afghanistan. À la suite de la remise de cette distinction, Petry apparaît dans de nombreuses émissions télévisées. Sur son temps libre, il joue au golf, chasse et apprend à conduire malgré sa prothèse.
En 2010, Petry se réengage dans l'armée pour une durée de service indéterminée. Il occupe un poste d'officier de liaison à la base Lewis-McChord, à Washington, au profit du United States Special Operations Command. Il aide les Rangers blessés et malades, ainsi que leurs familles. En 2011, Petry suit des cours en gestion des affaires au Pierce College[Où ?].

## Distinctions et décorations
Petry reçoit les distinctions suivantes :
| Medal of Honor                                                           |
| Bronze Star avec une grappe de feuilles de chêne en bronze               |
| Purple Heart                                                             |
| Army Commendation Medal avec deux grappes de feuilles de chêne en bronze |
| Joint Service Achievement Medal                                          |
| Army Achievement Medal avec une grappe de feuilles de chêne en bronze    |
| Good Conduct Medal avec quatre Good Conduct Loops                        |
| National Defense Service Medal                                           |
| Afghanistan Campaign Medal avec deux Service stars                       |
| Iraq Campaign Medal avec deux Service stars                              |
| Global War on Terrorism Expeditionary Medal                              |
| Global War on Terrorism Service Medal                                    |
| Non-Commissioned Officer Professional Development Ribbon                 |
| Army Service Ribbon                                                      |
| Army Overseas Service Ribbon                                             |
| Combat Infantryman Badge                                                 |
| Senior Parachutist Badge                                                 |
| Ranger Tab                                                               |
| Canadian Jump Wings                                                      |

## Citation pour laMedal of Honor
« For conspicuous gallantry and intrepidity at the risk of his life above and beyond the call of duty:
Staff Sergeant Leroy A. Petry distinguished himself by acts of gallantry and intrepidity at the risk of his life above and beyond the call of duty in action with an armed enemy in the vicinity of Paktya Province, Afghanistan, on May 26, 2008. As a Weapons Squad Leader with D Company, 2nd Battalion, 75th Ranger Regiment, Staff Sergeant Petry moved to clear the courtyard of a house that potentially contained high-value combatants. While crossing the courtyard, Staff Sergeant Petry and another Ranger were engaged and wounded by automatic weapons fire from enemy fighters. Still under enemy fire, and wounded in both legs, Staff Sergeant Petry led the other Ranger to cover. He then reported the situation and engaged the enemy with a hand grenade, providing suppression as another Ranger moved to his position. The enemy quickly responded by maneuvering closer and throwing grenades. The first grenade explosion knocked his two fellow Rangers to the ground and wounded both with shrapnel. A second grenade then landed only a few feet away from them. Instantly realizing the danger, Staff Sergeant Petry, unhesitatingly and with complete disregard for his safety, deliberately and selflessly moved forward, picked up the grenade, and in an effort to clear the immediate threat, threw the grenade away from his fellow Rangers. As he was releasing the grenade it detonated, amputating his right hand at the wrist and further injuring him with multiple shrapnel wounds. Although picking up and throwing the live grenade grievously wounded Staff Sergeant Petry, his gallant act undeniably saved his fellow Rangers from being severely wounded or killed. Despite the severity of his wounds, Staff Sergeant Petry continued to maintain the presence of mind to place a tourniquet on his right wrist before communicating the situation by radio in order to coordinate support for himself and his fellow wounded Rangers. Staff Sergeant Petry's extraordinary heroism and devotion to duty are in keeping with the highest traditions of military service, and reflect great credit upon himself, 75th Ranger Regiment, and the United States Army. »